# Chalmers kammarkör
Chalmers Kammarkör en blandad kör bestående av cirka 40 sångare i Göteborg. Kören är en del av Chalmers Sångkör.

## Historik
Chalmers Kammarkör är en blandad kör och grundades 1964 som en del av Chalmers Sångkör. Kören slogs 2001 ihop med Chalmers vokalensemble som hade bildats 1978. Sedan januari 2016 är Sara Kollberg Clarke ledare för kören.

## Körledare
- 2003–2007: Ulf Norberg[2]
- –2015: Veronica Wåhlberg
- 2016–: Sara Kollberg Clarke[1]